# Mega (Fernsehsender)
Mega (Kanal 9 Fernsehen), früher auch als Red Televisiva Megavisión ist ein chilenischer Fernsehsender, der zur Bethia Group gehört.

## Die wichtigsten Sendungen
Die momentan populärsten Sendungen des Netzwerks sind:
- Meganoticias (2019-)
  - Meganoticias Deportes
  - Meganoticias Reportajes
- Mucho Gusto (2001-)
- SaV: Secreto a voces (2011–14) (Show-Biz)
- Morande con compañía (2001-)
- Más vale tarde (2013-)
- Tierra Adentro
- +VT Cultural (2014-)
- Historias que nos reúnen (2014-)
- Bindir Gece (2006–09) (Serie)
- A corazón abierto (2010–11) (Serie)
- Fatmagül'ün Suçu Ne? (2010–12) (Serie)
- La Malquerida (2014) (Telenovela)
- Yo Soy Lorenzo (2019–20) (Telenovela)
- Verdades Ocultas (2017-)
- Pituca sin lucas (2014–15) (Telenovela)
- Papá a la deriva (2015) (Telenovela)
- Eres mi tesoro (2015) (Telenovela)
- La Gata (2014) (Telenovela)
- Al diablo con los guapos (Telenovela)
- Amor a prueba (2014–15) (Reality-Show)
- Ezel (2009–10) (Serie)
- Sıla (2006–08) (Serie)
- Gümüş (2005–07) (Serie)
- Muchacha italiana viene a casarse (2014–15) (Telenovela)
- The Switch: Drag Queen Race
- Karadayı (2012–15) (Serie)
- Medcezir (2013–15) (Serie)